# Adromischus marianiae
Adromischus marianiae (укр. Адроміскус Маріани) — сукулентна рослина з роду адроміскус родини товстолистові (Crassulaceae).

## Етимологія

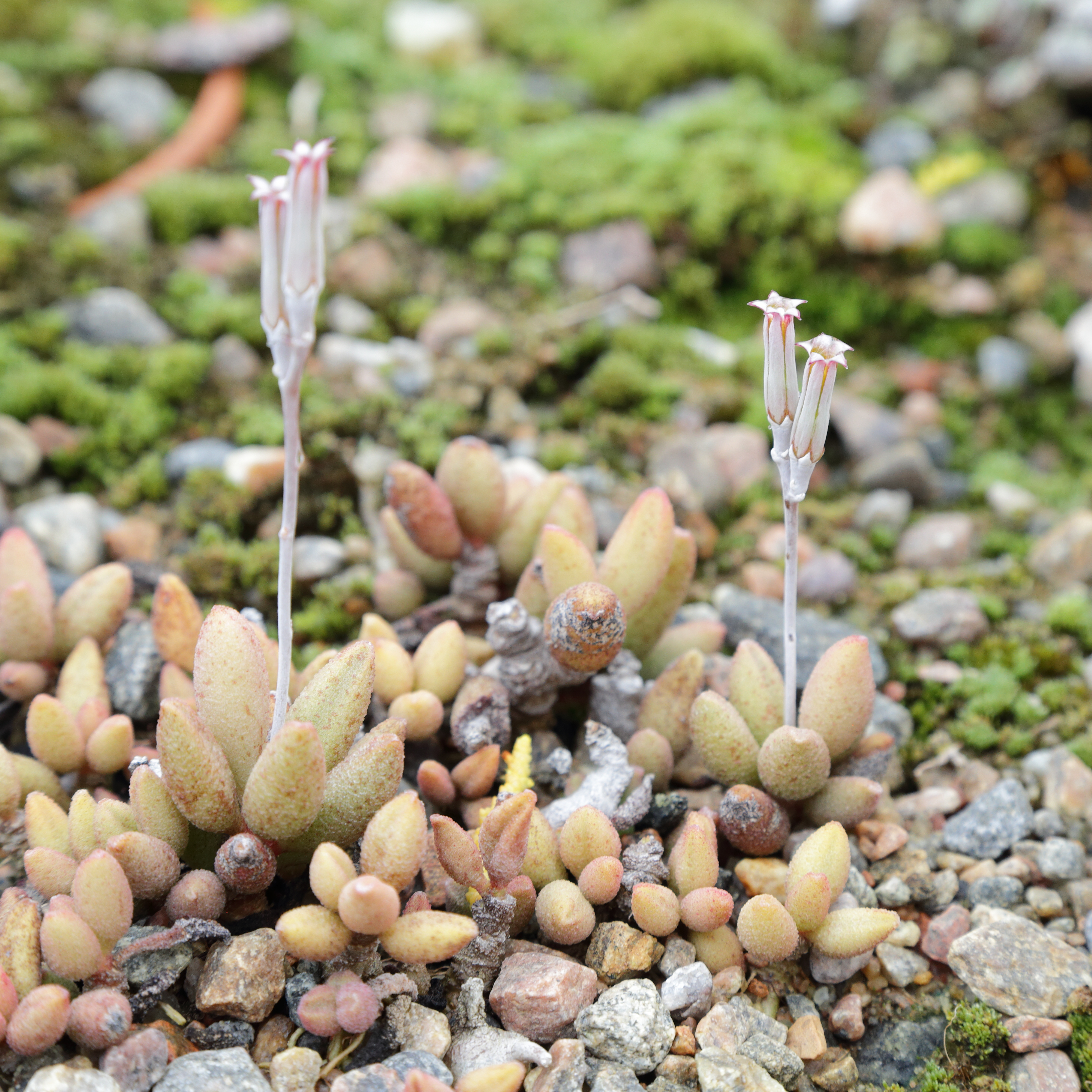
Adromischus marianiae в Гетеборзькому ботанічному саду, Гетеборг, Німеччина

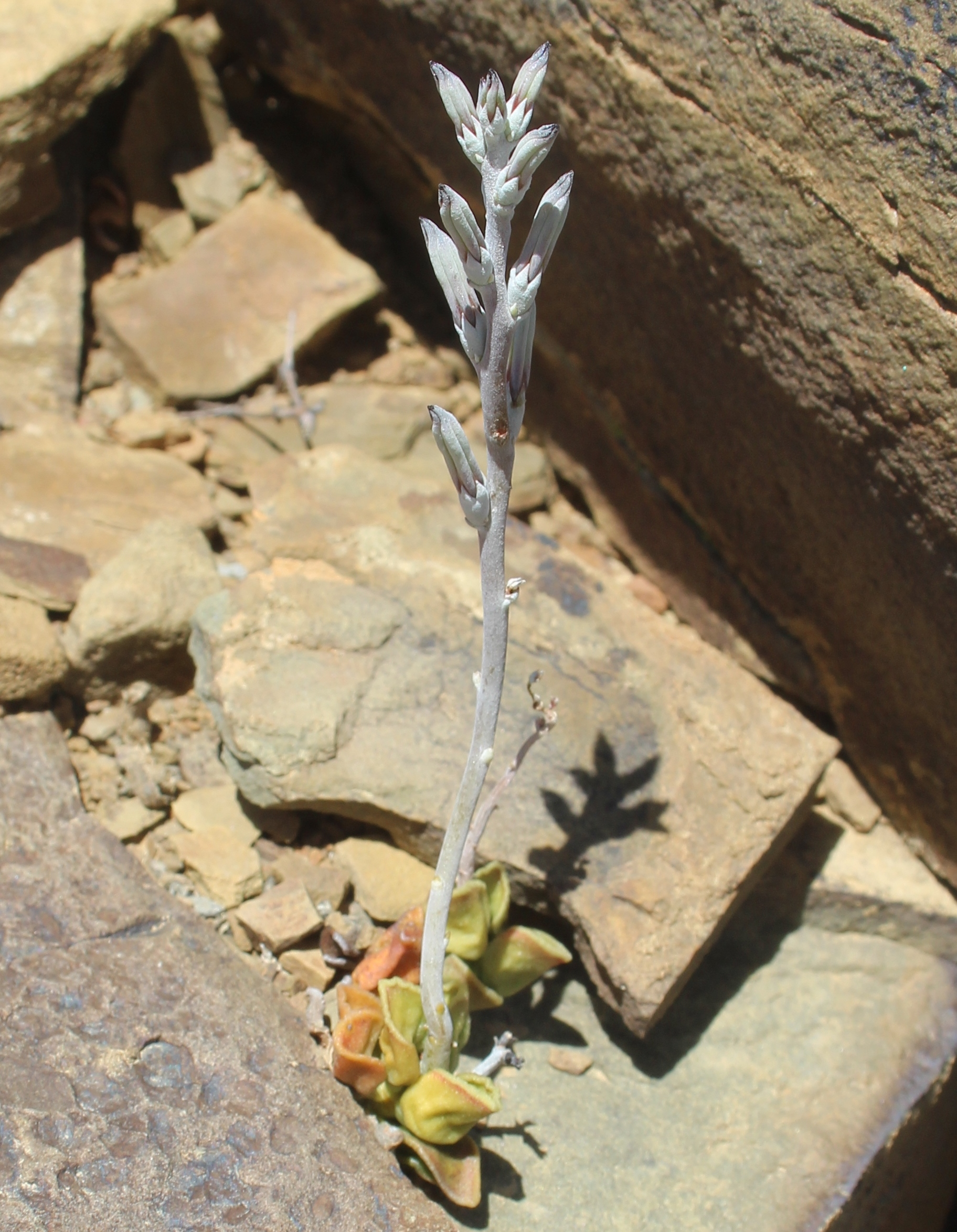
Adromischus marianae var. Tanqua із суцвіттям в Національному парку Танква-Кару

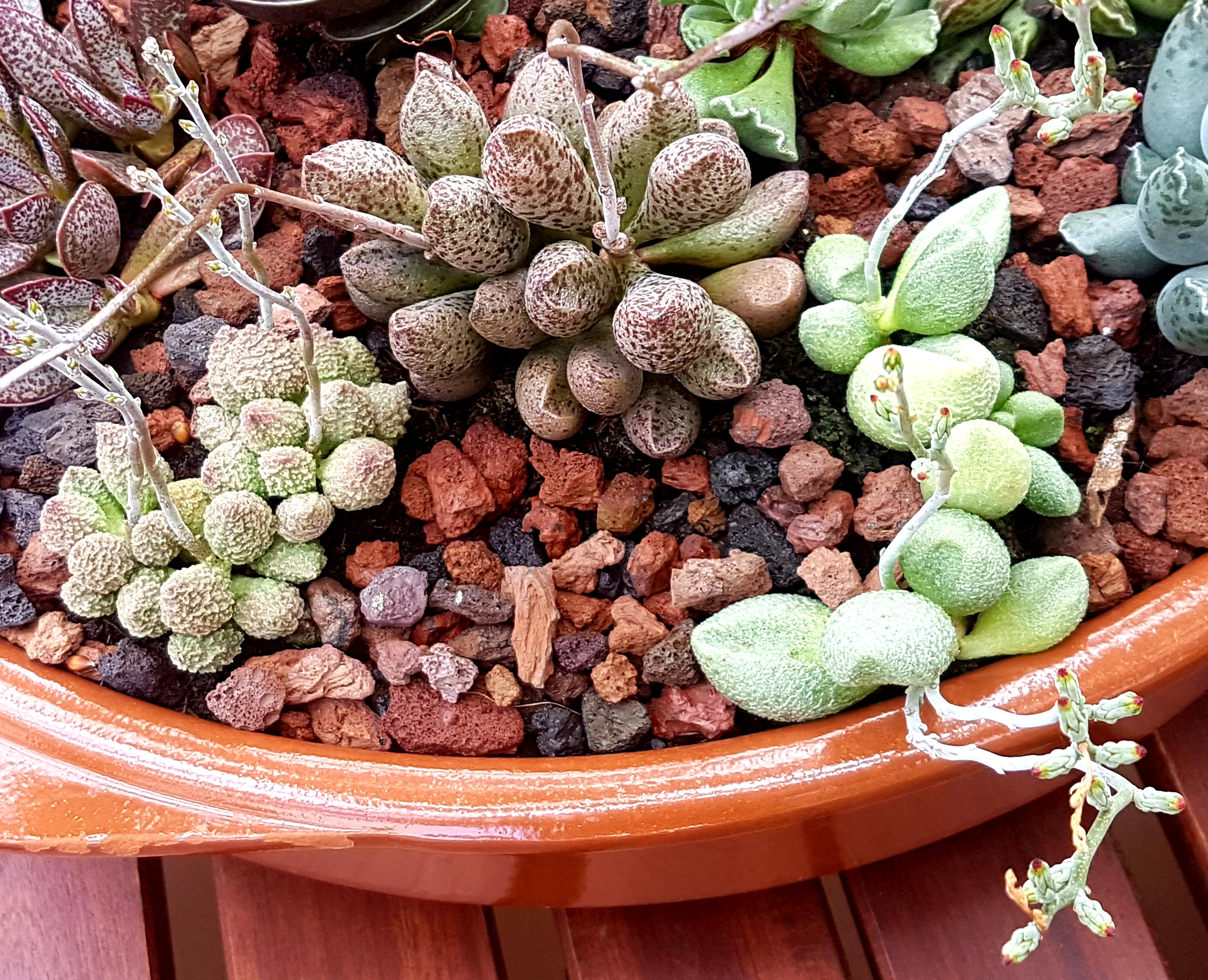
Варитети Adromischus marianiae

Видова назва носить ім'я Маріани Кроссман (англ. Mariane Crossman), британської ботанічної ілюстраторки, яка відвідувала Південну Африку для малювання. Існує також версія, що вид названий на честь Маріани Марлот (нім. Mariane Marloth), дружини німецького та південноафриканського ботаніка, фармацевта та хіміка Рудольфа Марлота.
Довгий час видова назва була неправильно написана як «marianae», тому в джерелах часто зустрічається саме так, але назва «marianiae» є правильною.

## Морфологічні ознаки
Невеликий, з роздутим корінням, сукулентний багаторічник, з гілками 25—50 (до 80) мм заввишки. Листки від вузьколанцетних до оберненояйцеподібних, кульчасті та злегка сплощені до верхівки, роговий край, часто помітно сосочки, червоні або сіро-зелені. Квітки в колосоподібному, зазвичай нерозгалуженому суцвітті; трубка віночка 10—12 мм завдовжки, блідо-сіро-зелена з густим восковим нальотом, частки 2—3 мм завдовжки, з дрібними булавоподібними волосками в горлі.

## Поширення
Поширений від Південної Намібії на південь через західний Ріхтерсвельд і Намакваленд до Кланвільяма і Роггевельдського укосу.

## Середовище проживання та екологія

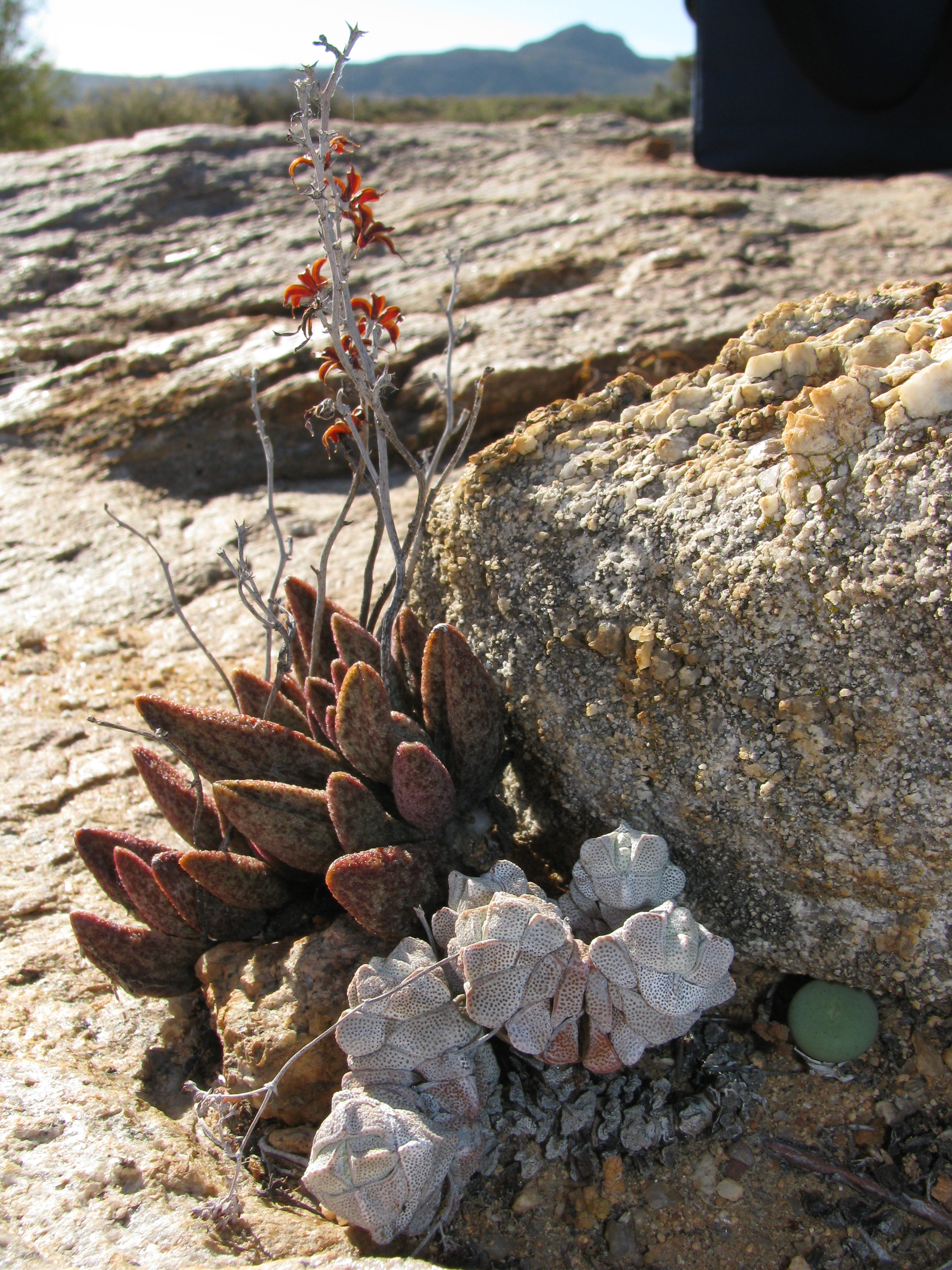
Adromischus marianiae var. immaculatus

Зростає під кущами або серед скель, рівнин і схилів, на щебнистих, нижніх схилах та суглинистих рівнинах.

## Природоохоронний статус
Adromischus marianiae входить до Червоного списку рослин Південно-Африканської Республіки (англ. Red List of South African Plants) зі статусом Види в найменшій загрозі.

## Варитети
Таксономія цієї групи заплутана, назви видів дають різним формам. Їхні квіти показують, що всі вони тісно пов'язані між собою, тому в останніх книгах їх усі об'єднують як один вид Adromischus marianiae. Ілюстрований довідник із сукулентних рослин визнає чотири варитети, але це здається вкрай недостатнім для пояснення багатьох форм, які зустрічаються в природі, тому садівники продовжують використовувати старі назви, щоб розрізнити їх.

## Примітки

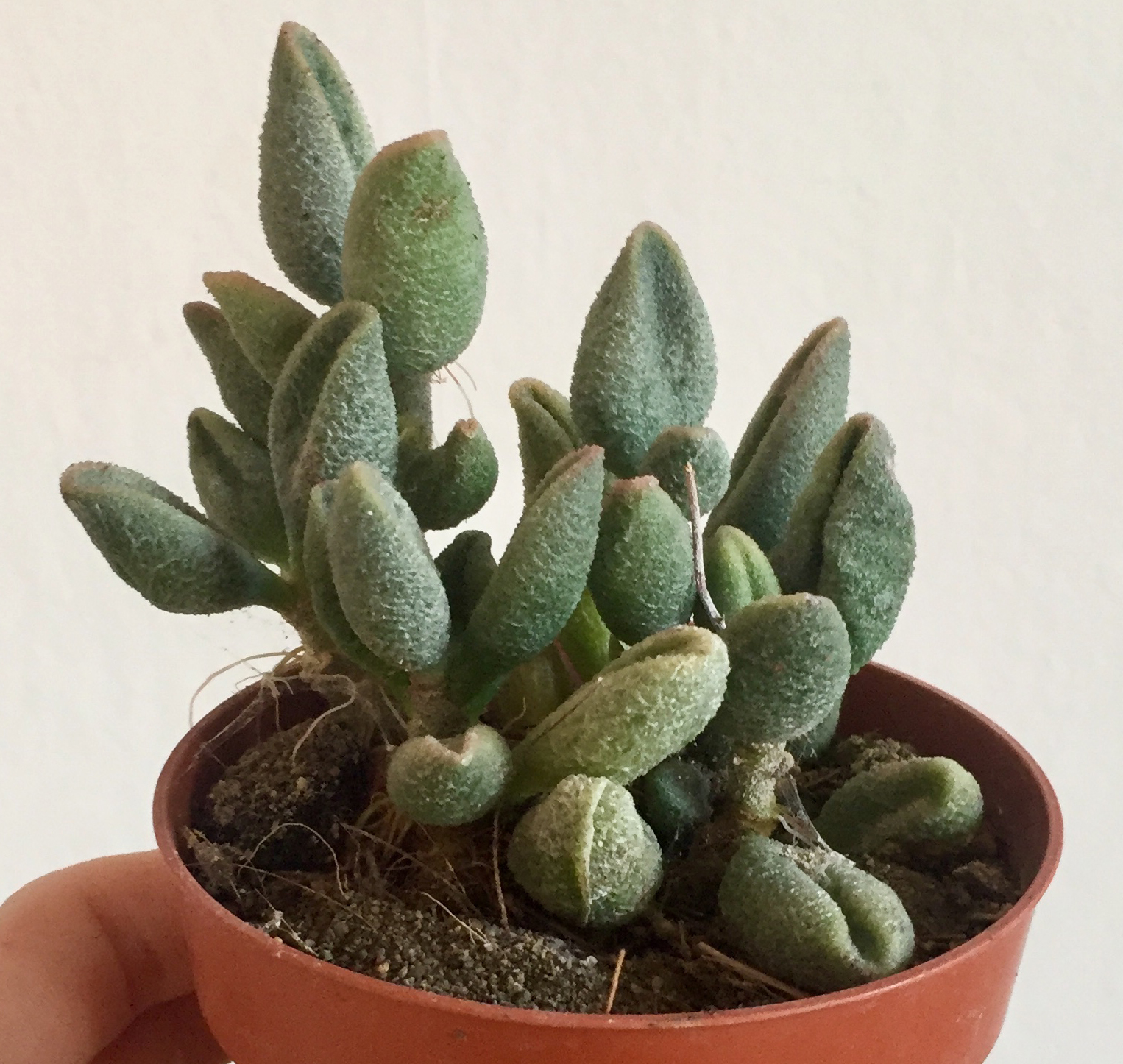
Adromischus marianiae f. alveolatus в кімнатній культурі